# Morlaàs
Morlaàs är en kommun i departementet Pyrénées-Atlantiques i regionen Nouvelle-Aquitaine i sydvästra Frankrike. Kommunen ligger i kantonen Morlaàs som tillhör arrondissementet Pau. År 2022 hade Morlaàs 4 367 invånare.

## Befolkningsutveckling
Antalet invånare i kommunen Morlaàs
| Referens: INSEE |